# Franz Xaver Wernz
Franz Xaver Wernz (Rottweil, 4 dicembre 1842 – Roma, 20 agosto 1914) è stato un gesuita tedesco.
Fu Preposito Generale dell'ordine dall'8 settembre 1906 alla morte.

## Biografia
Entrò nel noviziato gesuita di Gorheim, presso Sigmaringen, nel 1857 e nel 1859 emise i primi voti: dopo un periodo di insegnamento presso il collegio dell'ordine di Feldkirch si trasferì ad Aquisgrana per completare gli studi, ma dovette lasciare la Germania all'epoca del Kulturkampf.
Wernz si stabilì quindi in Galles, dove si dedicò allo studio del diritto canonico, materia che approfondì poi presso la Pontificia Università Gregoriana. Divenuto un insigne canonista, pubblicò un importante trattato di diritto canonico in sei volumi (Ius decretalium).
Venne eletto Generale dell'ordine nel 1906 e ricoprì la carica sino alla morte, che lo colse solo poche ore prima di papa Pio X.